# Georg Borgström

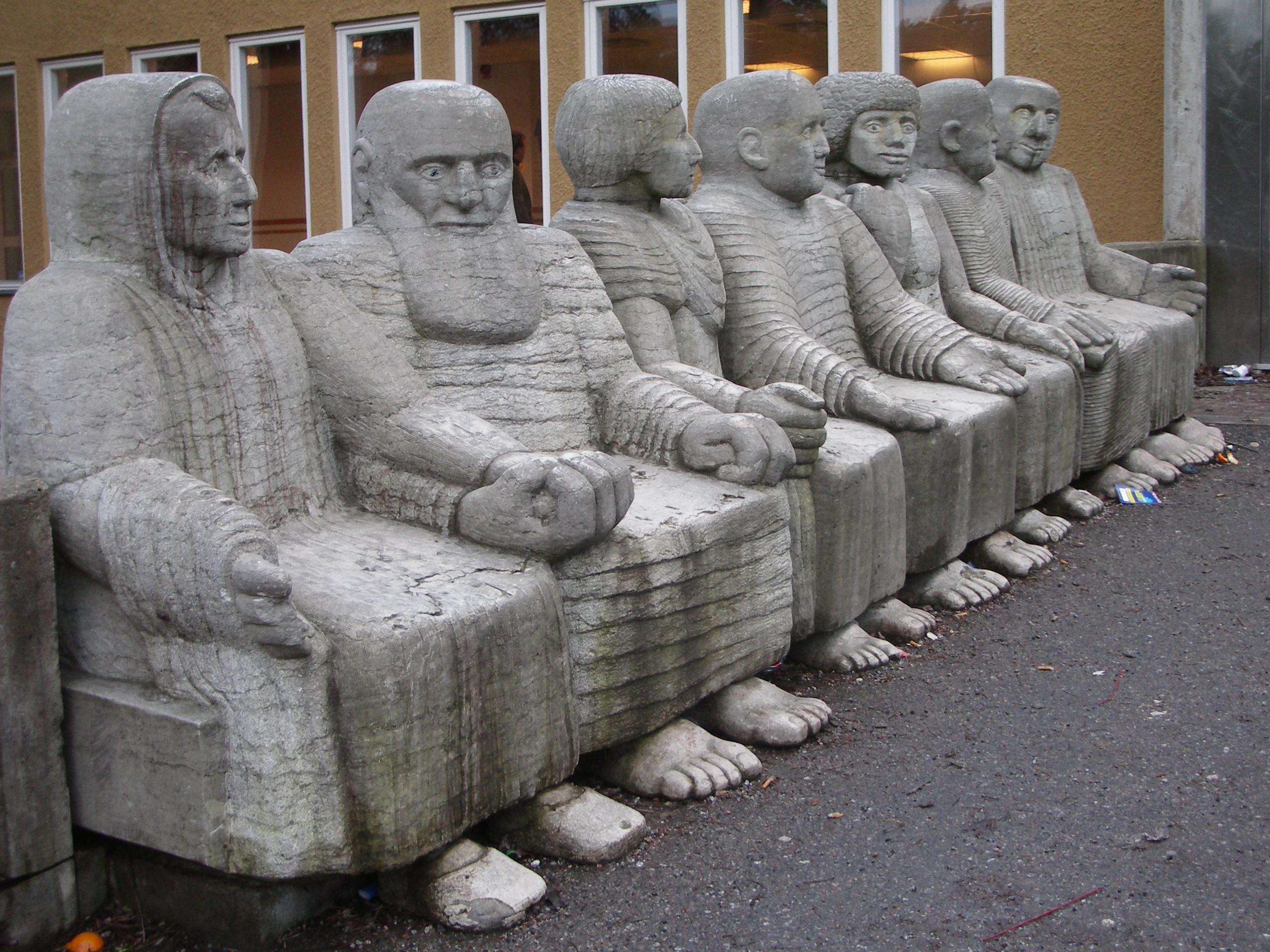
Georg Borgström (6:e figuren från vänster) är en av de betydande personer som avbildas i Pye Engströms skulptur Efter badet utanför Västertorpsbadet, Stockholm.

Georg Arne Borgström, född 5 april 1912 i Gustav Adolfs socken, Skaraborgs län, död 7 februari 1990 i Göteborg, var en svenskfödd växtfysiolog och livsmedelsforskare. Han var professor vid Michigan State University i USA och blev världskänd för sina kraftfulla debattinlägg om fördelningen mellan fattiga och rika i världen, människans rovdrift på naturen och risken för en global brist på livsmedel. 1967 utnämndes han av Expressen till "den viktigaste svensken i världen".

## Biografi
Borgström var son till kyrkoherde Algot Borgström och dennes fru Anna Borgström, född Littorin. Georg Borgström studerade vid Lunds universitet och gjorde sig där känd som nykterhetskämpe i den starkt alkoholpräglade studentmiljön. Han blev filosofie magister 1933 och filosofie licentiat 1936. År 1937 var han ordförande i Lunds studentkår, och året därpå för Sveriges Förenade Studentkårer. Han disputerade i botanik 1939 med doktorsavhandlingen The Transverse Reaction of Plants. Borgström blev docent i växtfysiologi i Lund 1940 och i livsmedelsteknik vid Chalmers tekniska högskola 1951. Mellan 1941 och 1948 arbetade han som chef vid Johnsonkoncernens forskningslaboratorier i Nynäshamn, och från 1948 till 1956 ledde han verksamheten vid det halvstatliga Svenska Institutet för Konserveringsforskning i Göteborg. 1956 flyttade han till USA där han fick två professurer vid Michigan State University: i livsmedelsteknik 1956 och i ekonomisk geografi 1960. Han undervisade där i 25 år och blev så småningom amerikansk medborgare. 1974–1979 var han gästprofessor vid Göteborgs universitet.

## Ståndpunkter
Georg Borgström kom att kallas världens samvete efter att gång på gång ha gått till angrepp mot de rika ländernas ohållbart stora konsumtion av jordens resurser. Andra epitet har varit "mannen som skapade den moderna miljödebatten", men också "den mest pessimistiska av pessimister". 1952 började han varna för att mänskligheten var på väg mot katastrof, och året därpå framförde han sitt budskap i en mycket uppmärksammad föredragsserie i radio. Han var tidigt ute och propagerade för returglas, något som gav honom problem med dåvarande arbetsgivaren, Svenska Institutet för Konserveringsforskning. Borgströms teser uppskattades inte av Plåtmanufaktur (PLM), en av institutets sponsorer. PLM hotade att dra in sina sponsorpengar och gjorde till slut Borgströms situation ohållbar, vilket ledde till att han flyttade till USA.
Borgström beskrev världsläget som extremt allvarligt och menade att drastiska åtgärder måste till för att undvika en global katastrof och en total utarmning av resurserna. Han förespråkade hård barnbegränsning, spannmålsreserver säkrade från råttangrepp, forskning i nya metoder, en rättvis fördelning av proteinet och helst en världsregering. Han ville fördela resurserna genom priskontroll och ransonering, och effektivisera matproduktionen genom att övergå från animaliska till vegetabiliska livsmedel.
Borgström invaldes 1980 som utländsk ledamot av Kungliga Vetenskapsakademien.

### Eftermäle
Eftervärldens syn på Borgströms larmrapporter varierar. Fysikprofessorn Tor Ragnar Gerholm ansåg det obegripligt att man kunde ta hans "domedagsprofetior" på allvar. Forskaren Björn-Ola Linnér skrev 1998 The world household: Georg Borgström and the postwar population-resource crisis, en doktorsavhandling om Borgström. Linnér menar att Borgström lämnade värdefulla avtryck i debatten, inte minst när det gäller frågan om hur näringen ska fördelas mellan människorna på jorden. Begreppet ekologiska fotavtryck, som idag används för att beskriva hur till synes högproduktiva i-länder i själva verket parasiterar på världens fattiga delar, kan spåras till Borgströms teser.
Georg Borgström är begraven på Sankta Birgittas griftegård i Borås.